# کالیز پومورسکی
کالیز پومورسکی (به لاتین: Kalisz Pomorski) یک شهر و گمینا در لهستان است که در گمینا کالیش پومورسکی واقع شده‌است. کالیز پومورسکی ۱۱٫۸۹ کیلومتر مربع مساحت و ۳٬۹۸۹ نفر جمعیت دارد.

## خواهرخوانده
شهرهای کالتن‌کیرشه و تورگلو خواهرخوانده‌های کالیز پومورسکی هستند.